# Frédéric Bazille
Frédéric Bazille, född 6 december 1841 i Montpellier i Hérault, död 28 november 1870 i Beaune-la-Rolande i Loiret, var en fransk målare, tidig impressionist.
Som elev till Charles Gleyre mötte Bazille Renoir (som han delade ateljé med), Monet och Sisley, och genom dem Manet.
Bazille målade ute i det fria och intresserade sig för hudens färg och landskapets. Han var ett stort löfte inom måleriet, men dödades i strid i fransk-tyska kriget.

## Bilder

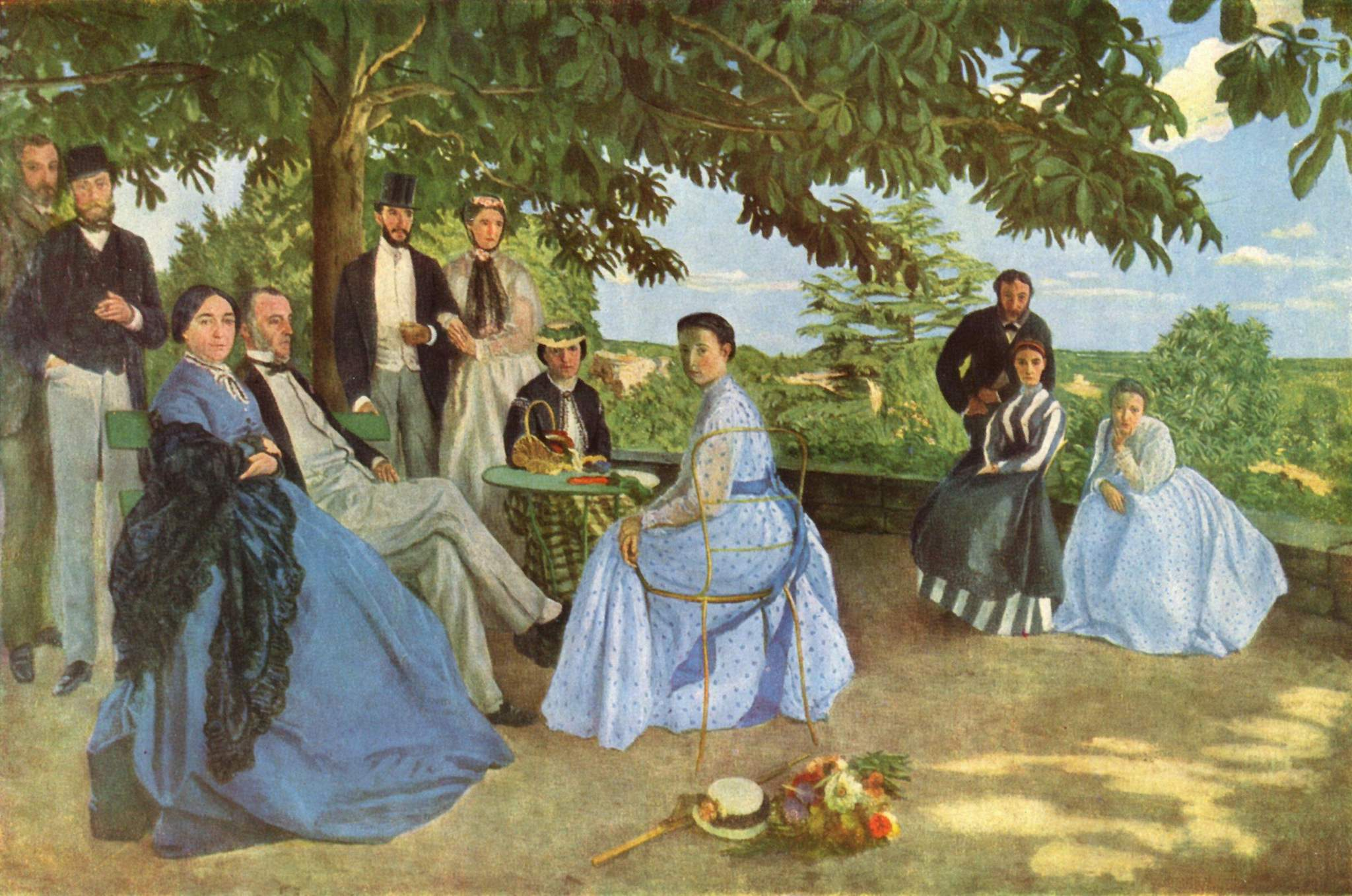
Réunion de famille (1867). Musée d'Orsay i Paris.
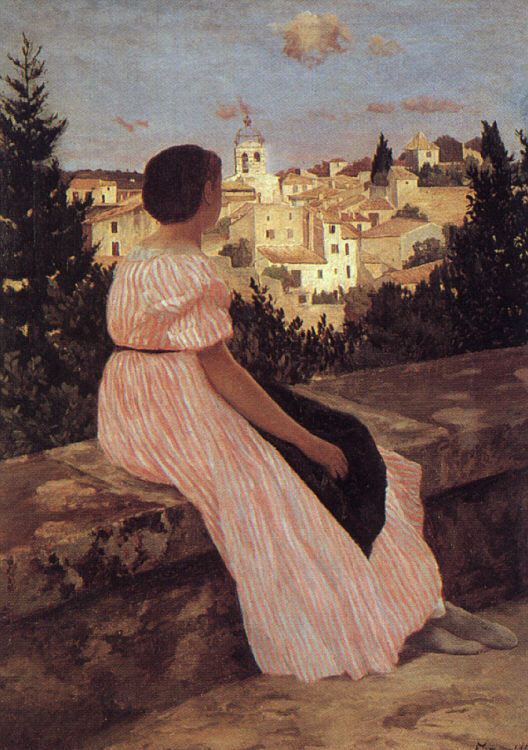
Ung flicka i rosa klänning (1864). Musée d'Orsay i Paris.
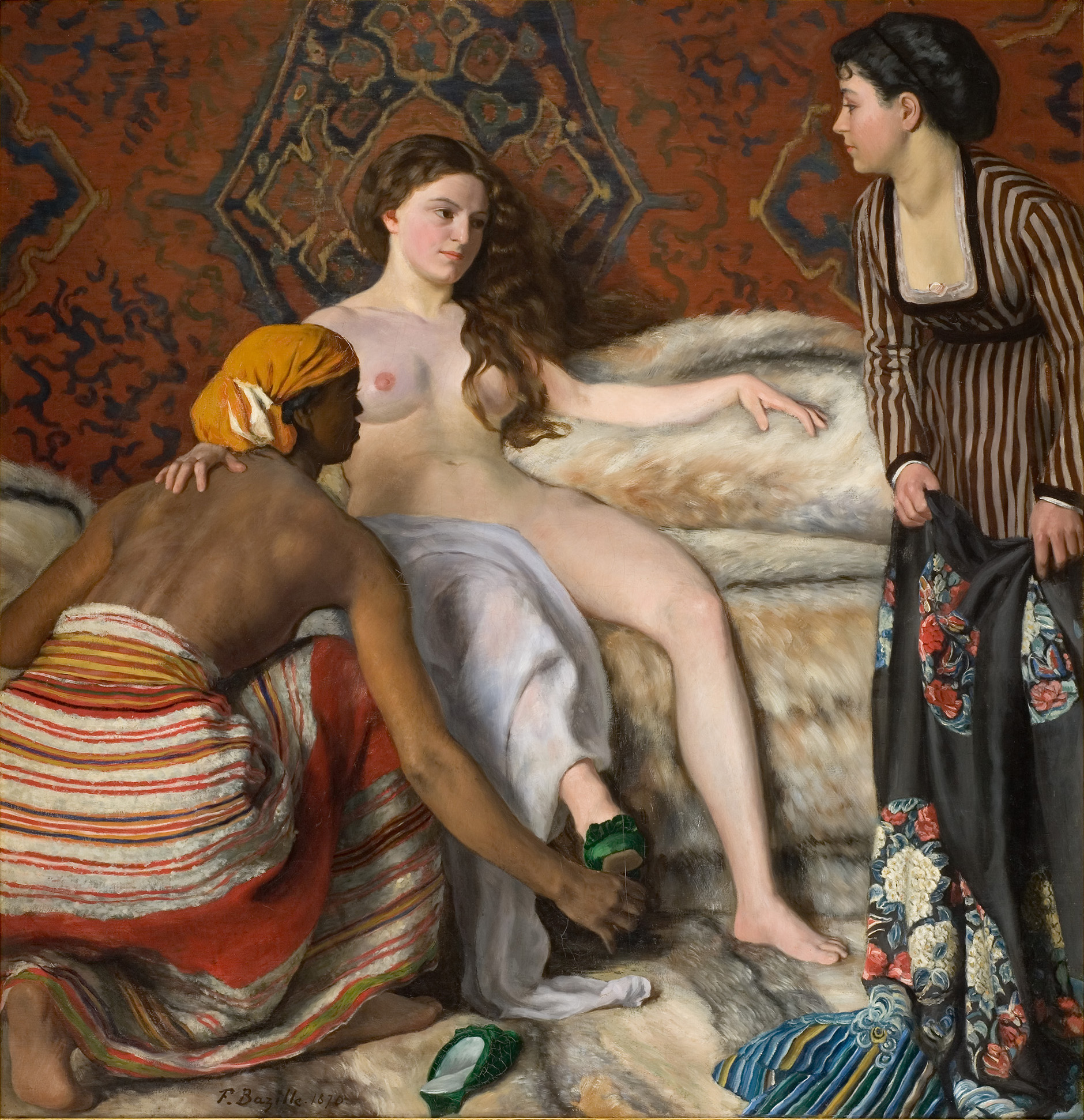
La Toilette.
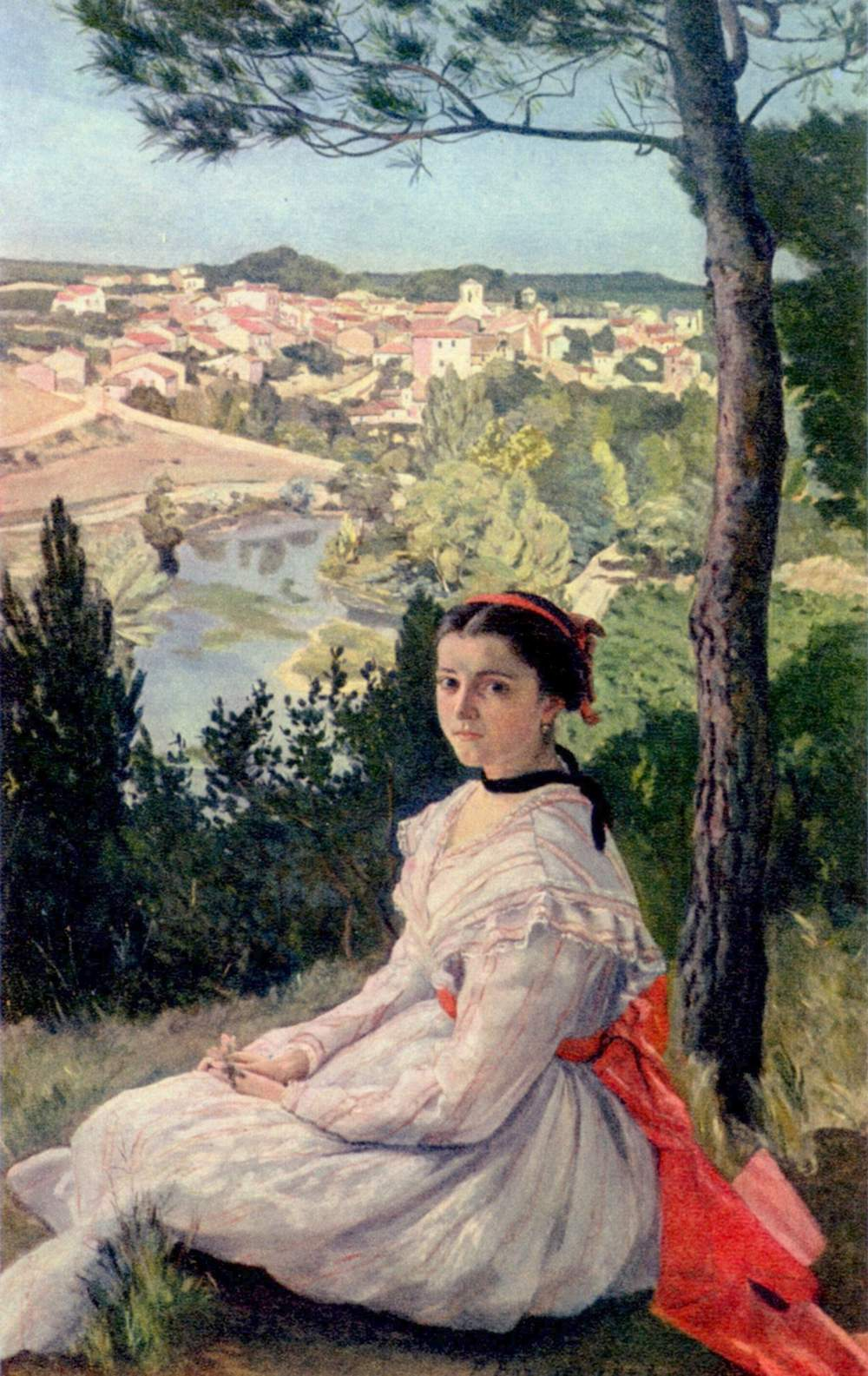
Vy över byn.